# Uno Ahren
Uno Åhrén (Stoccolma, 6 agosto 1897 – Arvika, 8 ottobre 1977) è stato un architetto e urbanista svedese.
Fu direttore della rivista Biggmösteren e autore di diversi edifici progettati secondo i principi di un'"umanizzazione" del razionalismo.

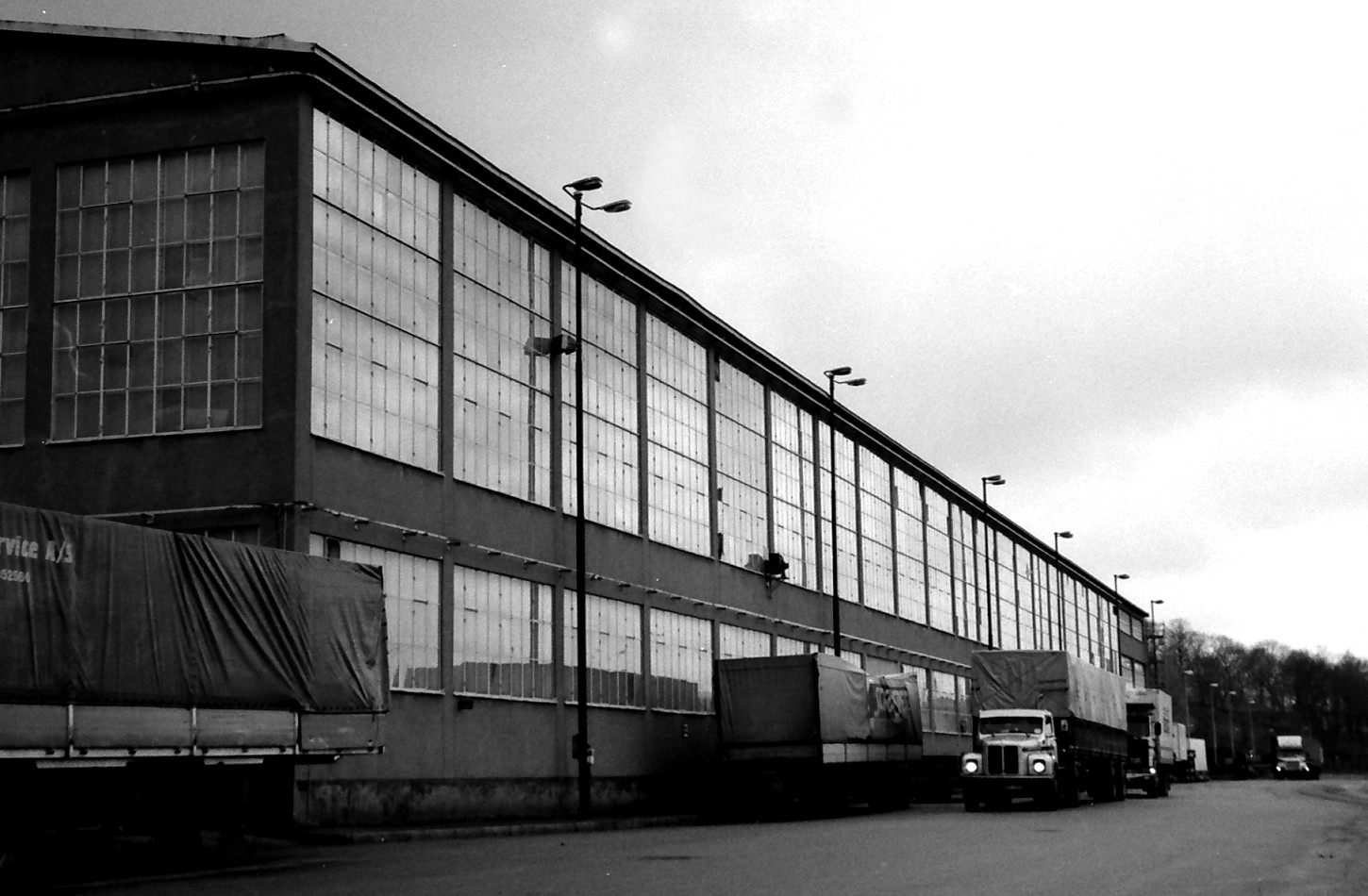
Ford Motor Company nel 1930

## Opere
- Cinema Flammann a Stoccolma
- 1929 – Fabbrica di automobili Ford a Stoccolma
- 1929-30 – Club studentesco del politecnico a Stoccolma con Sven Markelius ampliato nel 1952